# Hathloul bin Abd al-Aziz Al Saud
Hathlūl bin Abd al-Aziz Al Saud (in arabo هذلول بن عبد العزيز آل سعود‎?; Riyad, 1942 – Svizzera, 29 settembre 2012) è stato un principe e dirigente sportivo saudita, membro della famiglia reale Al Saʿūd.
È stato membro del Consiglio di Fedeltà.

## Primi anni di vita
Il principe Hathloul  è nato nel 1942 figlio di re Abd al-Aziz e di Saida al Yamaniyah, donna yemenita.

## Successioni e attività
Nell'agosto 2009, il Washington Institute for Near East Policy lo ha identificato come potenziale successore di re Abd Allah dell'Arabia Saudita.  Nel 2012, Foreign Policy lo ha identificato come uno dei quattro potenziali eredi dopo il principe ereditario Salman bin Abd al-Aziz. Tuttavia, ha aggiunto che era molto meno conosciuto rispetto agli altri tre candidati.
Ha servito come presidente dell'Al-Hilal Club per due volte.

## Vita personale
Il principe era sposato e aveva dodici figli, tre maschi e nove femmine.

## Morte e funerale
In una dichiarazione da parte della Corte Reale, è stato annunciato che il principe Hathloul era morto all'estero il 29 settembre 2012. Il suo corpo è stato trasportato a Jeddah il 30 settembre 2012. Le preghiere funebri si sono tenute il giorno stesso nella Grande Moschea di La Mecca. La salma è stata poi sepolta nel cimitero al-Adl della città.
Re Hamad bin Isa Al Khalifa e il Primo Ministro del Bahrein il principe Khalifa bin Salman Al Khalifa hanno inviato un messaggio di condoglianze al re Abd Allah bin Abdulaziz Al Saud e al principe ereditario Salman.